# 岩科小一郎
岩科 小一郎（いわしな こいちろう、1907年 - 1998年）は、日本の民俗研究家、登山家。東京都出身。柳田國男に心酔し、山と民俗の研究に半生を捧げた。登山と民俗学を結びつけた先駆者。富士講研究家。

## 生涯

### 民俗学研究家
秩父、大菩薩の山々に登る時は必ず山麓に滞在して、民俗学上の調査に幾日かを費やして採集、整理。

### 編集者としての活躍
山村民俗の会を主催し、機関紙｢あしなか｣の編集。カメラハイキングクラブ(日本山岳写真協会の前身)、東京山嶺会の創立に尽力。

## 作品一覧
- 山麓滞在　1942/体育評論社/241頁
- ｢富士講の歴史:江戸庶民の山岳信仰｣[3]
- 大菩薩連嶺/岩科小一郎/1959/朋文堂
- 山村滞在/岩科小一郎/1981/岳出版
- あしなか/山村民俗の会/1982/(株)名著出版
- 山ことば辞典 岩科山岳語彙集成/岩科小一郎著、藤本一美編／百水社発行
- 民俗民芸双書34／岩崎美術社 1968／岩科 小一郎∥著
- 富士講の歴史 江戸庶民の山岳信仰 岩科小一郎 名著出版 2000
- 山岳語彙 登山者のための( 山岳新書3) 岩科/小一郎∥著 体育評論社 1940